# 金华市中心医院
金华市中心医院俗称金华医院，是一所位于浙江省金华市的综合性三级甲等医院。

## 历史沿革
1908年，美籍医师马铿哲向美国美北浸礼会申请在金华建置医院，并购置了如今的部分院址。同年，美国伊文斯夫人考察了当地，并在回国后募资捐助。医院受教会和伊文斯夫人募资捐助由是年兴建。1910年5月，金华福音医院开始营业，1919年建成时始名白克福纪念医院（英語：Pickford Memorial Hospital），以纪念白福克，但后改称福音医院；当年为金华地区最大的医院。
1946年，浙江省卫生事务所于当年1月改称浙江省立金华医院，3月迁至金华。
金华福音医院、浙江省立金华医院两所医院在1954年10月分别改称金华第二医院、金华第一医院。
金华中心医院由金华第二医院、金华第一医院在1963年12月合并而成，曾经被称为金华医院（1963年12月～1979年2月）、金华地区医院（1979年3月～1985年8月），1985年9月改为现称——金华中心医院。
2009年，医院开始进行“东扩工程”，于院址东侧拓建楼宇。
2012年10月，医院对接浙江大学医学院，增挂浙江大学金华医院牌子。
2016年11月22日，金华市妇幼保健院被金华市政府并为医院下属单位，由该院统一管理各类资源，但金华市妇幼保健院仍对外保留独立法人资格。同年12月30日，金华市妇幼保健院（金华市中心医院妇女儿童院区）举行开工奠基仪式。

## 诊疗概况

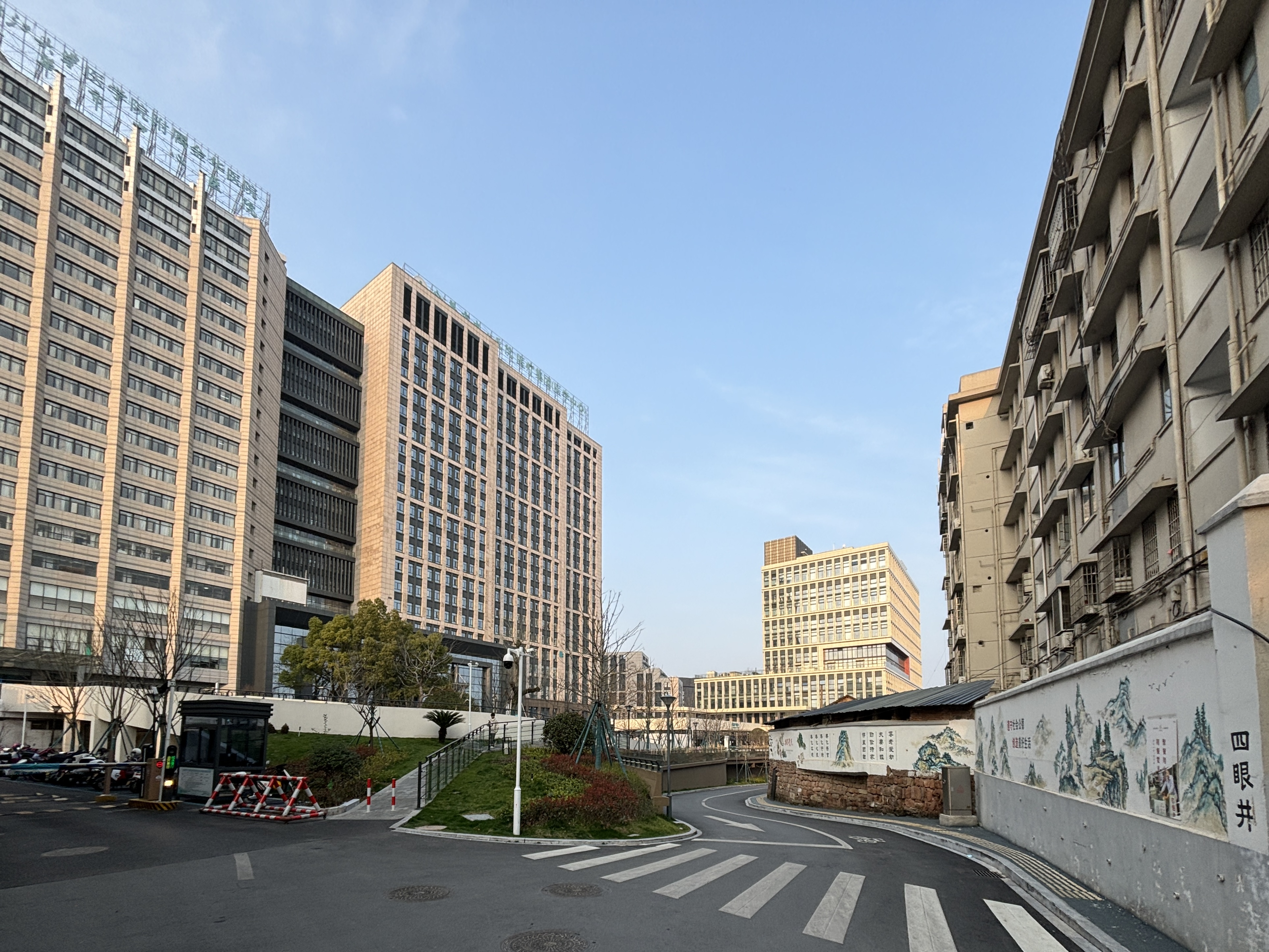
四眼井和院区后院

2018年全年，该院有207.2万人次就诊，出院人次达12.38万人次，共进行了4.85万台手术（含介入治疗）。全院共设立有53个病区，32个临床科室，13个医技科室，67个专科专病特色门诊。
截止2018年12月底，医院共有在岗人员2915人，其中卫技人员2608人，高级职称546人，中级职称824人；博士18人（在读8人），硕士462人。专业技术拔尖人才18人，市新世纪（321）专业技术人才24人。拥有复合手术室、PET-CT、眼科全飞秒、3.0T磁共振、256排CT、SPECT、DSA、全自动生化免疫流水线、彩色多普勒超声仪、全套内窥镜等先进医疗设施设备。

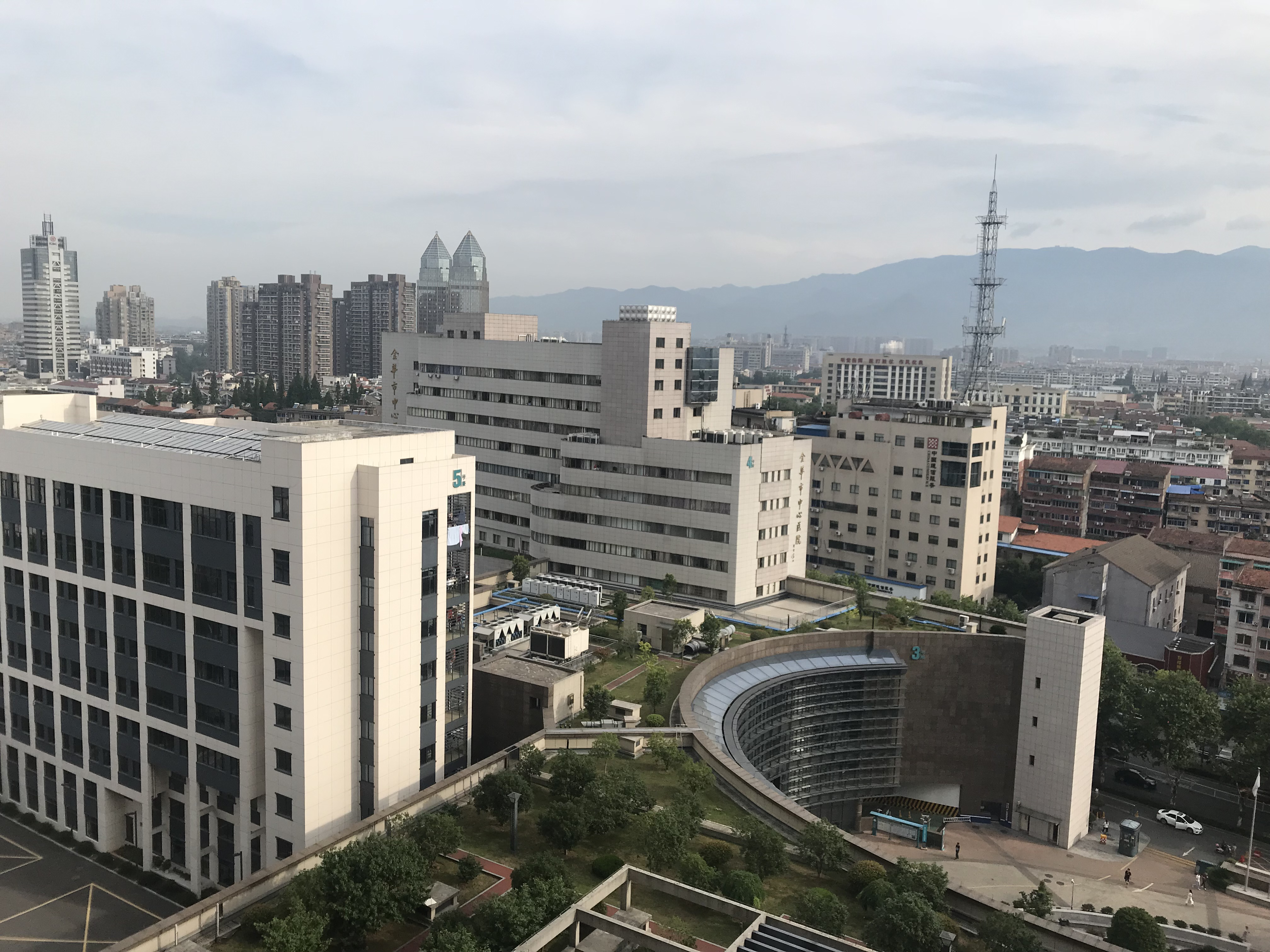
4、5号楼
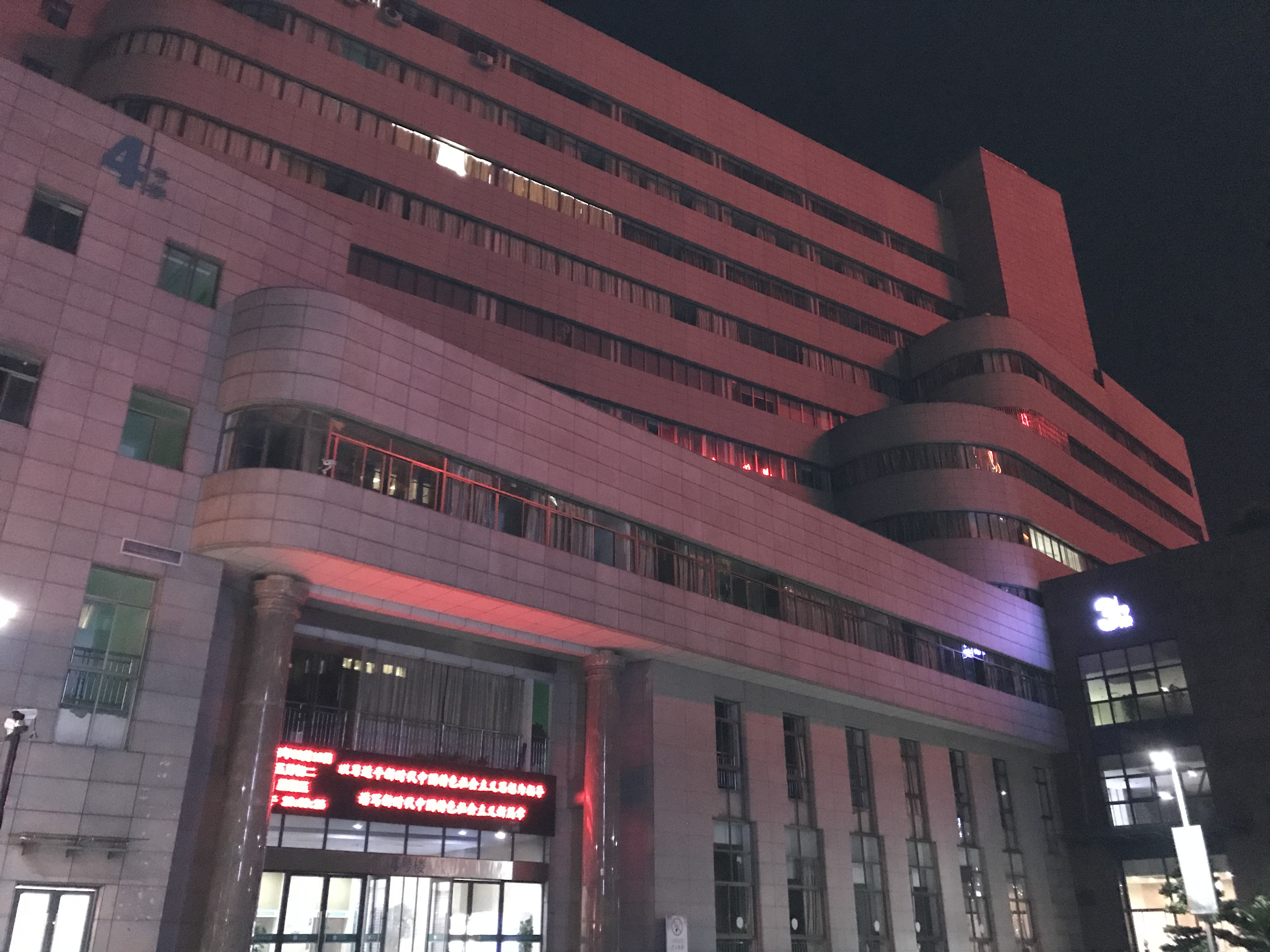
夜间的4号楼（原门诊部大楼）
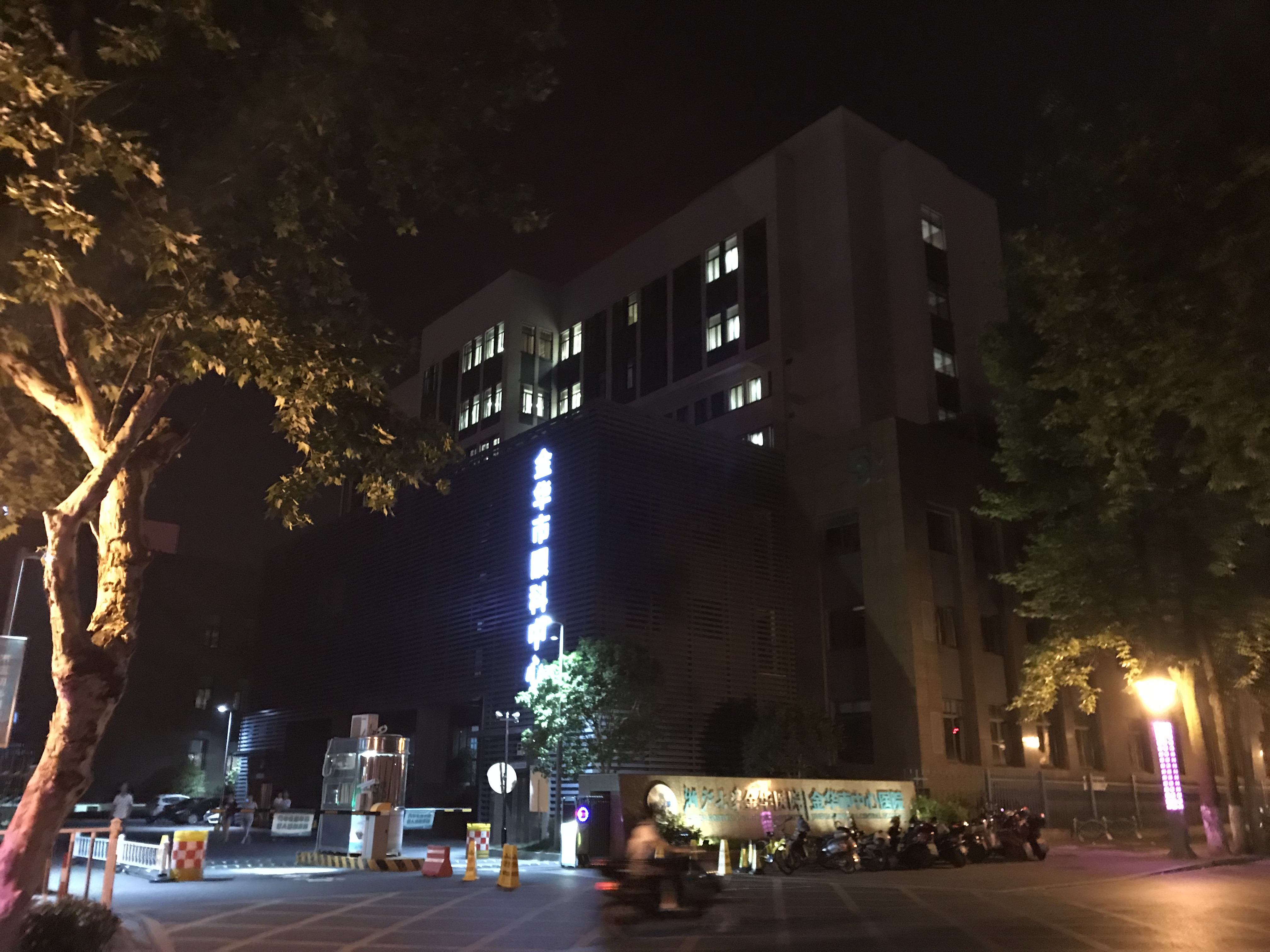
5号楼（原急诊楼）和明月街上的大门
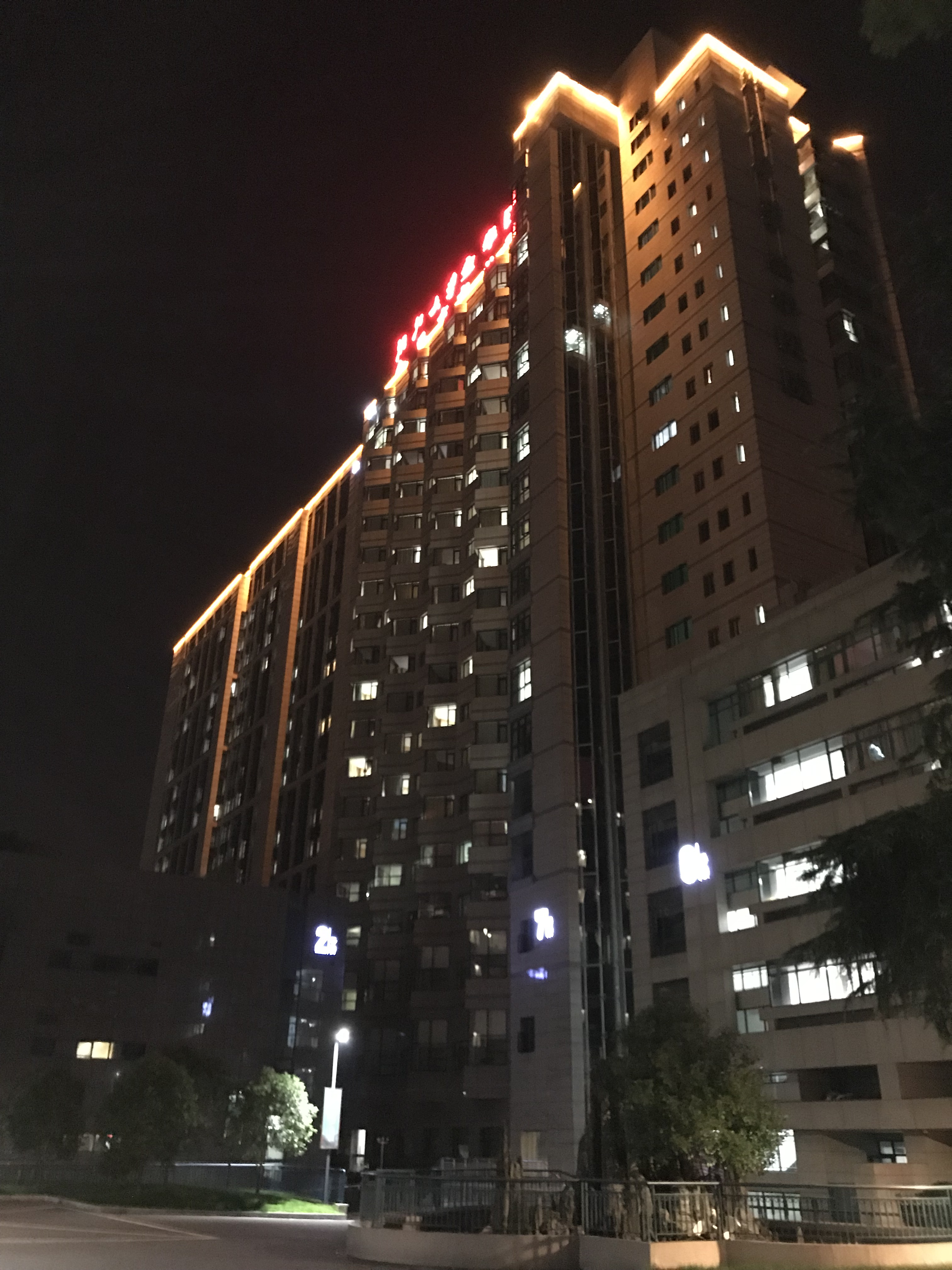
7、8号楼
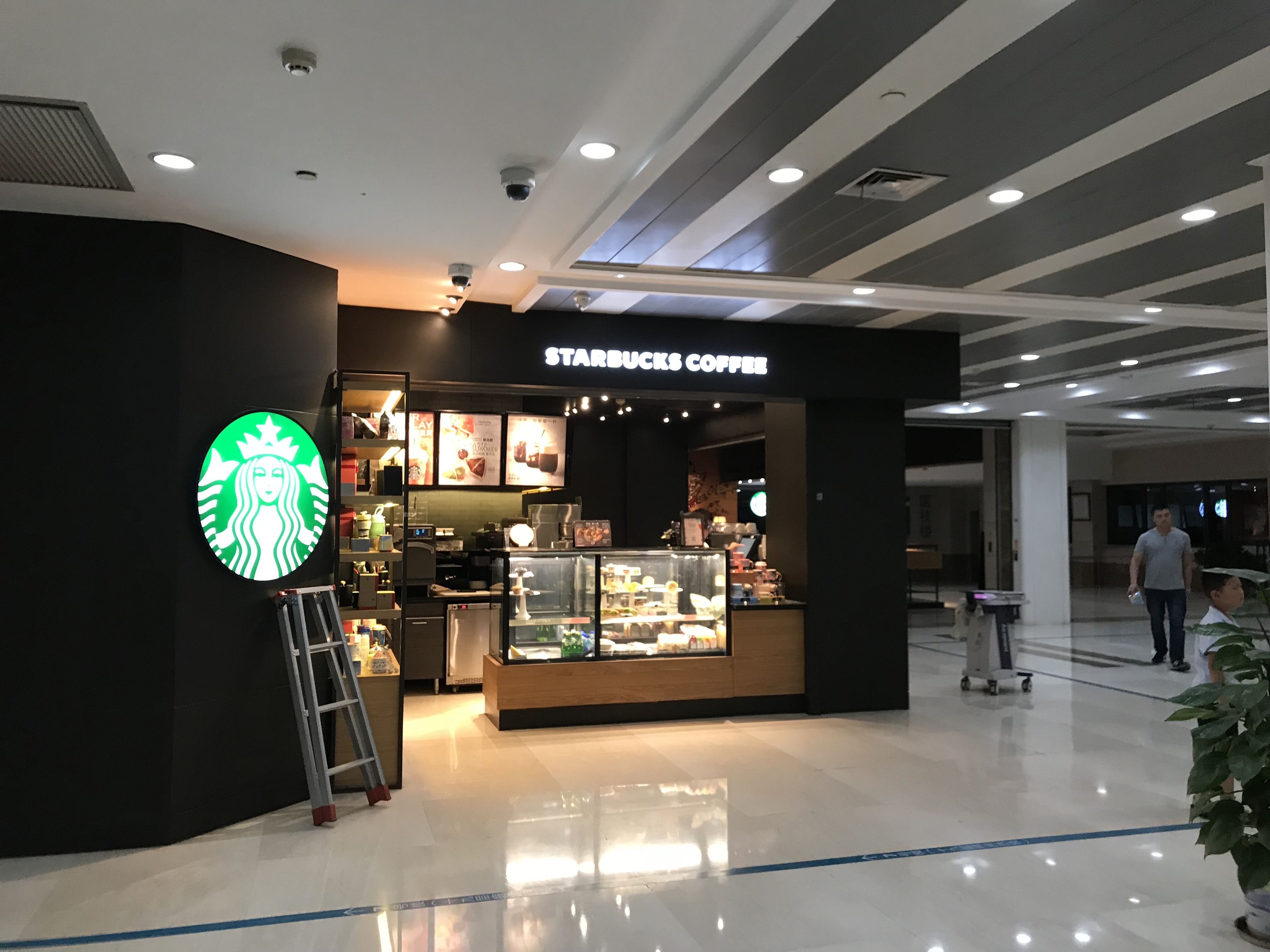
院内的星巴克